# Gmina Partille
Gmina Partille (szw. Partille kommun) – gmina w Szwecji, w regionie Västra Götaland, z siedzibą w Partille.
Pod względem zaludnienia Partille jest 71. gminą w Szwecji. Zamieszkuje ją 33 281 osób, z czego 50,37% to kobiety (16 762) i 49,63% to mężczyźni (16 519). W gminie zameldowanych jest 1573 cudzoziemców. Na każdy kilometr kwadratowy przypada 581,94 mieszkańca. Pod względem wielkości gmina zajmuje 278. miejsce.